# 26541 Garyross
26541 Garyross este un asteroid din centura principală de asteroizi.

## Descriere
26541 Garyross este un asteroid din centura principală de asteroizi. A fost descoperit pe 27 februarie 2000 în cadrul proiectului CSS. Asteroidul prezintă o orbită caracterizată de o semiaxă mare de 2,96 ua, o excentricitate de 0,06 și o înclinație de 2,2° în raport cu ecliptica.